# Plouto (Océanide)
Pour les articles homonymes, voir Plouto (homonymie).
Plouto ou Pluto (en grec ancien Πλουτώ / Ploutô) est, dans la mythologie grecque archaïque, une Océanide, fille d'Océan et de Téthys citée par Hésiode dans sa liste d'Océanides.

## Étymologie
Plouto (en grec ancien Πλουτώ / Ploutô) signifie « richesse ». Son nom est presque identique à celui de Ploutos, le fils de Démeter et dieu de la richesse.

## Famille
Les parents de Plouto sont les titans Océan et Téthys. Elle est l'une de leur multiples filles, les Océanides, généralement au nombre de trois mille, et a pour frères les Dieux-fleuve, eux aussi au nombre de trois mille . Ouranos (le Flot) et Gaïa (la Terre) sont ses grands-parents tant paternels que maternels.

## Fonction et caractère
Peu d'indications nous sont parvenues sur Plouto. Si l'on s'en réfère à son nom, elle semble être une Nymphe ou une déesse associée à la richesse. Hésiode la décrit comme "Plouto aux yeux doux", ce qui indiquerait une apparence et un caractère plaisants.

## Mythe
Plouto n'apparait que dans un mythe: elle était présente avec quelques-unes de ses sœurs, l'une des compagnes de Perséphone, lorsque la jeune fille fut enlevée par Hadès, le dieu des enfers, comme le raconte Perséphone à sa mère Déméter dans l'hymne homérique À Démeter